# Hautcharage
Hautcharage (lb. Uewerkäerjeng, niem. Oberkerschen) – wieś w południowo-zachodnim Luksemburgu, w gminie Käerjeng, w kantonie Capellen. Do 3 października 2015 leżała w dystrykcie Luksemburg. Wieś zamieszkują 1804 osoby.